# Самоанська Вікіпедія
Самоанська Вікіпедія (самоан. Wikipedia) — розділ Вікіпедії самоанською мовою. Створена у 2004 році. Самоанська Вікіпедія станом на 28 березня 2025 року містить 1171 статтю, 11 339 зареєстрованих користувачів, 17 активних дописувачів, 1 адміністратора
. Загальна кількість сторінок в самоанській Вікіпедії — 6130, редагувань — 47 359, мультимедійні файли відсутні
. Глибина (рівень розвитку мовного розділу) самоанської Вікіпедії велика і становить 138.6 пунктів
. 

## Історія
- Січень 2007 — створена 100-та стаття[3].
- Лютий 2016 — створена 500-та стаття[4].